# Werkfeuerwehr Flughafen Dresden
Die Werkfeuerwehr Flughafen Dresden ist die Werkfeuerwehr des Flughafens Dresden. Als nichtöffentliche Feuerwehr in Sachsen besteht sie aus etwa 60 hauptberuflichen und 20 nebenberuflichen Kräften, die für den vorbeugenden und abwehrenden Brandschutz, den Rettungsdienst, die Technische Hilfeleistung und die Rettung und Bergung von Personen auf dem Flughafen Dresden zuständig sind. Die Flughafenfeuerwehr gehört zur Flughafen Dresden GmbH der Mitteldeutschen Flughafen AG.

## Organisation
Um die ICAO-Brandschutzkategorie 8 der International Civil Aviation Organization (ICAO) für Verkehrsflughäfen gewährleisten zu können, wurde im Dezember 2003 eine neu errichtete Feuerwache in Betrieb genommen.
Die Flughafenfeuerwehr hat 80 Mitglieder in drei Wachabteilungen und muss im Alarmfall in maximal 180 Sekunden mit 50 % der Löschmittelmenge und nach 240 Sekunden mit 100 % der Löschmittelmenge an allen Punkten des Flughafens sein. Sie betreibt eine Höhenrettungsgruppe, die zusammen mit der Berufsfeuerwehr Dresden Ausbildungen durchführt. Die Flughafenfeuerwehr wird zudem auch über den Flughafen hinaus tätig und unterstützt auf Anforderung z. B. in angrenzenden Gemeinden.
Der Flughafenfeuerwehr Dresden ist der PRM-Service (Passengers with reduced mobility) des Flughafens Dresden angegliedert, der Menschen mit körperlichen Beeinträchtigungen von der Ankunft auf dem Flughafengelände, beim Check-In, während des Transits, inklusive Zoll-, Pass- und Sicherheitskontrollen bis ins Flugzeug betreut. Dafür steht ein PRM-Servicefahrzeug vom Typ Mercedes-Benz Sprinter mit einer Hubbühne und einem ausfahrbaren Tritt zur Verfügung.
Auf dem Flughafengelände bestehen Trainingseinrichtungen für den Einsatz an Flugzeugen sowie auf Flugfeldern und in Hangars. Dazu gehören beispielsweise Atemschutzstrecken und eine Wärmegewöhnungsanlage. Darüber hinaus werden verschiedene Ausbildungen durchgeführt, darunter Erste-Hilfe-Kurse oder Brandschutzhelfer- und Rettungssanitäterausbildungen.
Die Werkfeuerwehr Flughafen Dresden ist Mitglied des Werkfeuerwehrverbands Sachsen.

## Fuhrpark
Die Flughafenfeuerwehr verfügt über folgende Fahrzeuge:
- Einsatzleitwagen ELW 1
- Kommandoleitwagen
- Flugfeldlöschfahrzeuge (1 × Panther 8×8 CA-7 12500/1500/500, 1 × Panther 8×8 CA-7 12500/1500/500 Stinger, 1 × Panther 8×8 MA5 12500/1500/1000)
- Tanklöschfahrzeug TLF 5500
- Drehleiter DL (A) K 23/12
- Rettungswagen (identisch mit den RTW der Berufsfeuerwehr Dresden)
- Gerätewagen Gefahrgut GW-G 2

Darüber hinaus stehen der Flughafenfeuerwehr weitere Sonderfahrzeuge zur Verfügung.